# Sayeeda Warsi, Baronesa Warsi

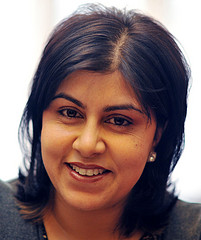
Sayeeda, Baroness Warsi

Sayeeda Hussain Warsi (Dewsbury, West Yorkshire, 28 de março de 1971), também conhecida como baronesa Warsi, é uma advogada e política britânica.
Em 12 de maio de 2010, ela foi nomeada pelo primeiro-ministro David Cameron para compor seu gabinete, como ministra sem pasta.
La baronesa Warsi foi a primeira mulher muçulmana a ocupar um posto de ministra no Reino Unido.